# Baron Baillieu
Baron Baillieu, of Sefton in the Commonwealth of Australia and of Parkwood in the County of Surrey, ist ein erblicher britischer Adelstitel in der Peerage of the United Kingdom.

## Verleihung
Der Titel wurde am 13. Februar 1953 durch Letters Patent für den australischen Geschäftsmann Sir Clive Baillie geschaffen. Er war Vorsitzender der Dunlop Rubber Company und hatte insbesondere im Zweiten Weltkrieg für die britische Regierung gearbeitet.
Heutiger Titelinhaber ist seit 1973 dessen Enkel James Baillieu, 3. Baron Baillieu.

## Liste der Barone Baillieu (1953)
- Clive Baillieu, 1. Baron Baillieu (1889–1967)
- William Baillieu, 2. Baron Baillieu (1915–1973)
- James Baillieu, 3. Baron Baillieu (* 1950)

Titelerbe (Heir apparent) ist der Sohn des aktuellen Titelinhabers, Hon. Robert Baillieu (* 1979).